# Stéphane Borbiconi
Stéphane Borbiconi (* 22. März 1979 in Villerupt) ist ein ehemaliger französischer Fußballspieler.

## Karriere
Von 1997 bis 1999 spielte Stéphane Borbiconi in der B-Mannschaft vom FC Metz, für die er 51 Ligaspiele absolvierte. 1999 wurde er in den Profikader hochgezogen, doch nach nur drei Spiele in zwei Jahren wurde er 2001 an den FC Martigues verliehen. Nach 34 Spielen und zwei Toren kehrte er nach Metz zurück und eroberte sich auf Anhieb einen Stammplatz in der Abwehr. 2006 wechselte er nach 135 Ligaspielen und zwölf Toren in die Türkei zu Manisaspor. Dort kam er auch regelmäßig zu Ligaspielen, doch am 7. Juli 2009 kehrte er zum FC Metz zurück, wo er einen Dreijahresvertrag unterschrieb. 2010 wurde er dann zum aserbaidschanischen Verein FK Baku verliehen. Zurückgekehrt zu seinem Stammverein Metz, verletzte sich Borbiconi zum Saisonauftakt 2011/12 schwer und musste seine Karriere beenden.